# Liste der Kulturdenkmäler in Herbstmühle
In der Liste der Kulturdenkmäler in Herbstmühle sind alle Kulturdenkmäler der rheinland-pfälzischen Ortsgemeinde Herbstmühle aufgeführt. Grundlage ist die Denkmalliste des Landes Rheinland-Pfalz (Stand: 27. Juni 2022).

## Einzeldenkmäler
| Bezeichnung                           | Lage                       | Baujahr                           | Beschreibung                                                                 | Bild                           |
| ------------------------------------- | -------------------------- | --------------------------------- | ---------------------------------------------------------------------------- | ------------------------------ |
| Katholische Filialkirche St. Antonius | Dorfstraße 6 Lage          | 1821                              | nachbarocker Saalbau mit Giebeldachreiter, 1821 (oder 1827)                  | weitere Bilder Fotos hochladen |
| Wegekreuz                             | Dorfstraße, bei Nr. 8 Lage | erste Hälfte des 17. Jahrhunderts | ungewöhnliches Nischenkreuz, wohl aus der ersten Hälfte des 17. Jahrhunderts | Fotos hochladen                |